# Santi Andrea e Gregorio al Monte Celio

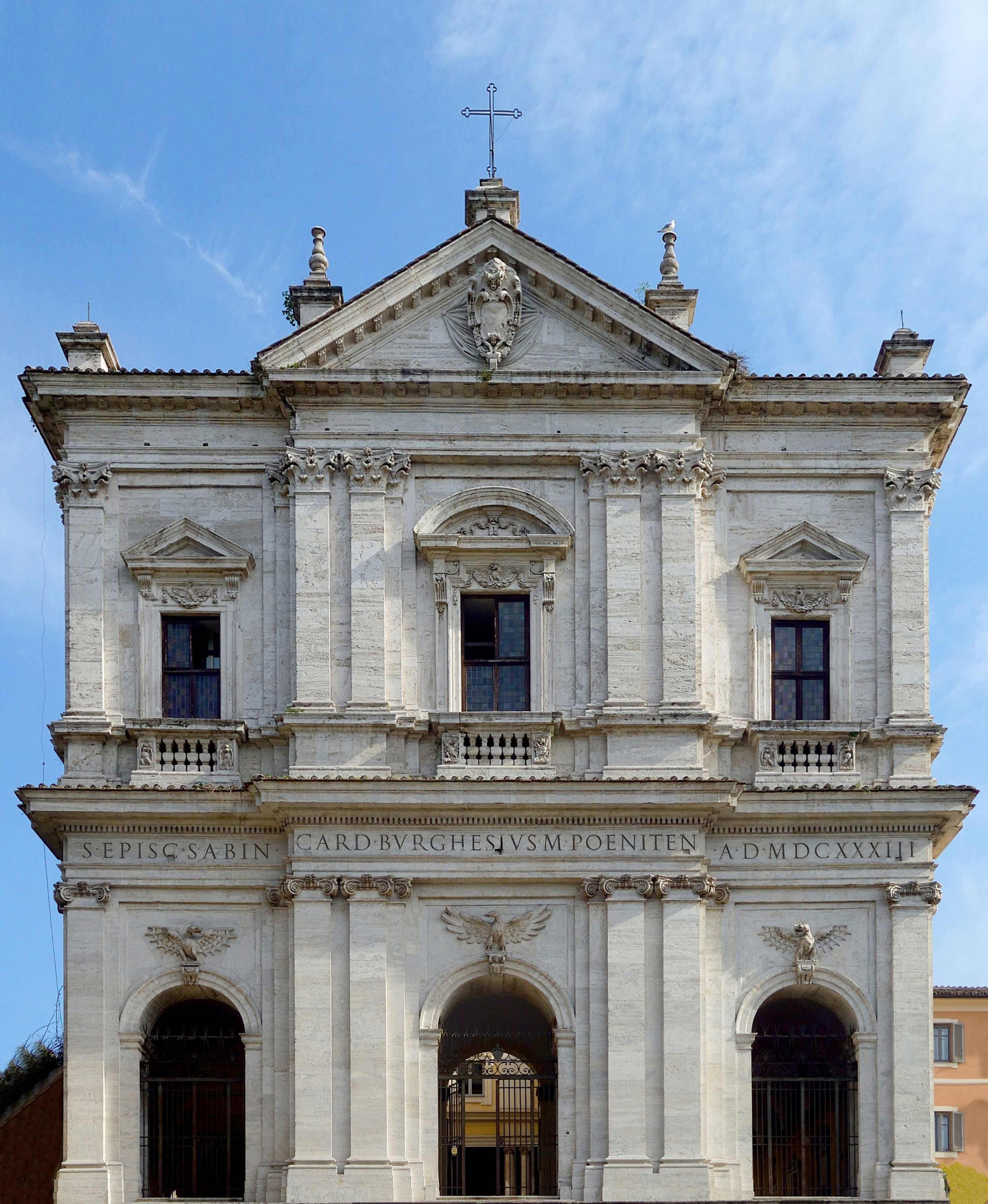
Gebäudeansicht

Die Basilika Santi Andrea e Gregorio al Monte Celio (lateinisch: Sanctorum Andreae et Gregorii ad Clivum Scauri), gebräuchlicher San Gregorio Magno, ist eine dem Apostel Andreas geweihte Kirche in Rom. Sie ist zudem Titelkirche der römisch-katholischen Kirche, Klosterkirche der Kamaldulenser und von hoher kirchengeschichtlicher Bedeutung. 1130 fand in der Kirche die Wahl von Innozenz II. statt.

## Lage
Die Kirche liegt an der nach ihr benannten Piazza San Gregorio Magno im XIX. römischen Rione Celio, etwa 200 Meter nordöstlich des südlichen Endes des Circus Maximus. Sie liegt am antiken Clivus Scauri am westlichen Abhang des Caelius zur römischen Innenstadt, die Fassade ist entsprechend nordwestlich ausgerichtet.

## Baugeschichte
Der heilige Gregor der Große ließ um 580 nach dem Tode seines Vaters im hier gelegenen Hause seiner Familie ein Benediktinerkloster einrichten, das dem heiligen Andreas geweiht wurde. Er trat selbst in das Kloster ein, das relativ zügig für die Bewahrung von Kultur und Religiosität bekannt wurde. Der heilige Augustinus von Canterbury trat von diesem Kloster aus im Frühjahr 596 seine missionarische Reise nach England an. Etwa um 1000 wurde eine erste Kirche errichtet, geweiht wurde sie möglicherweise erst 1106. Diese Kirche wurde nach dem inzwischen heiliggesprochenen Gründer des Klosters benannt, woraus sich aus der Zusammensetzung der beiden Namen der heutige Name der Kirche ergibt. Nach der Übernahme des Klosters durch die Kamaldulenser 1573 und ersten baulichen Veränderungen noch im 16. Jahrhundert wurde der Bau ab 1633 von Giovanni Battista Soria im Auftrag des Kardinals Scipione Borghese völlig umgestaltet; der Auftraggeber erlebte die Fertigstellung nicht mehr. Die Kirche erhielt ihre heutige innere Form dann im 18. Jahrhundert durch die Umgestaltungen Francesco Ferraris von 1725 bis 1734.

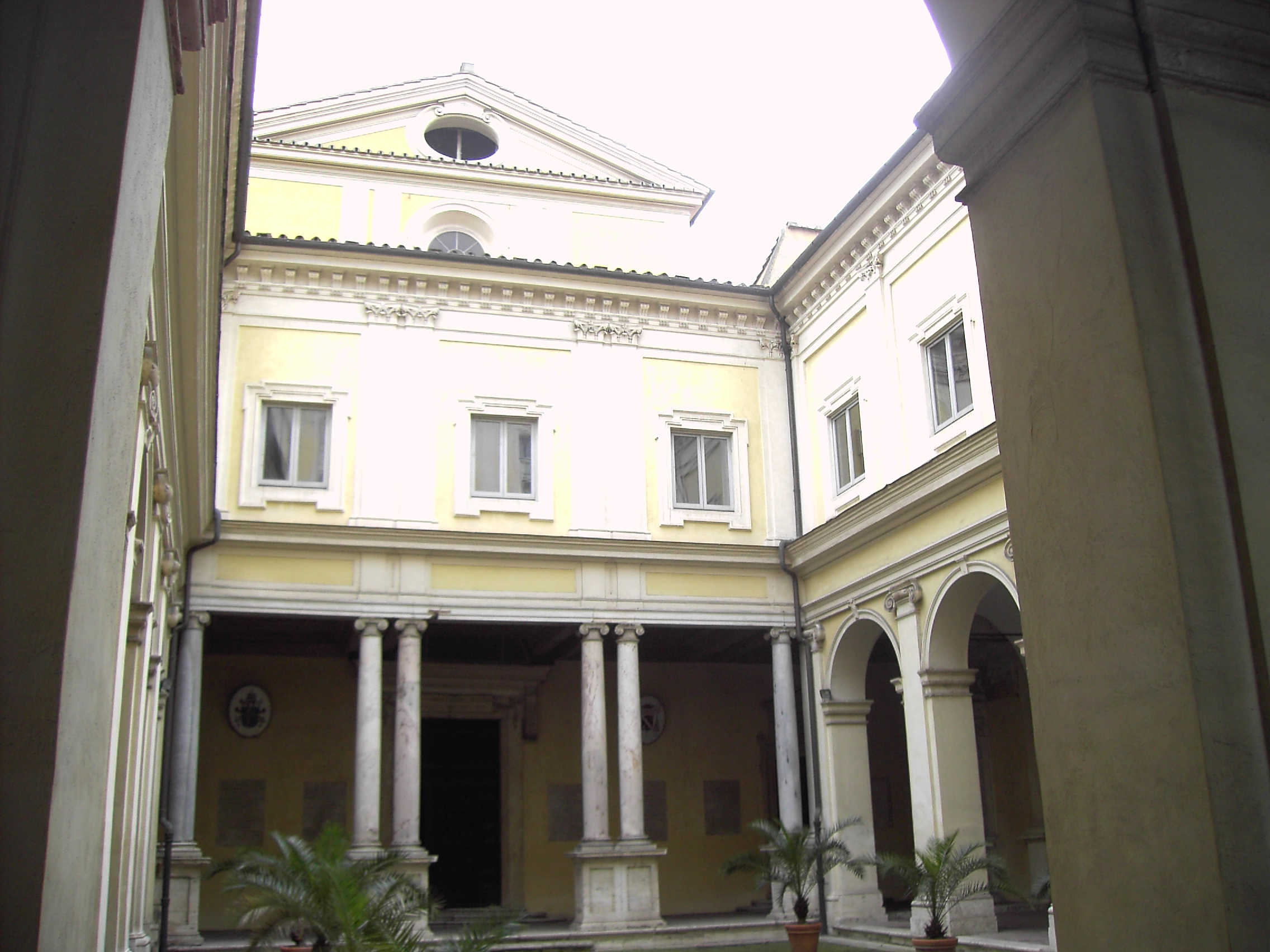
Das Atrium

## Fassade und Atrium
Die prächtige Fassade der Kirche gilt als das Hauptwerk Sorias. Vorlage könnte Michelangelos Kolossalordnung beim Neubau des Konservatorenpalastes gewesen sein. Die Fassade über einer monumentalen Treppe ist zweigeschossig und dreiachsig, wobei das mittlere Segment risalitartig hervortritt. Soria gestaltete das untere Geschoss als dreitorige Portikusfassade, das Hauptportal wird von nichtkannelierten Doppelpilastern mit Kapitellen ionischer Ordnung flankiert, die ihrerseits wieder an Außenkanten zu den Seitenportalen hinterlegt sind. Die äußeren Portale folgen dem Muster mit einfachen Pilastern zu den Außenseiten hin. Über dem Untergeschoss erhebt sich der kräftige, mit der Inschrift an den Auftraggeber versehene Architrav, das Obergeschoss nimmt die Gliederung des unteren auf. An die Stelle der Torbögen treten drei Ädikulafenster, von denen die äußeren jeweils von Dreiecksgiebeln überwölbt werden, das mittlere wird von einem Segmentbogen überfangen. Die Ordnung der Pilaster folgt der des Untergeschosses, nur die Kapitelle sind hier in einer Form der Kompositordnung gestaltet. Der die Konstruktion vertikal beschließende Dreiecksgiebel enthält das Wappen der Familie des Auftraggebers, der Borghese. Auch die im Untergeschoss über den Torbögen angebrachten Drachen und der Adler über dem mittleren Portal sind Wappentiere dieser Familie. Grundmann bemerkt zur Fassade: Die herbe, kantige Pilasterarchitektur ist darauf berechnet, die Härte und die Wucht des Travertingesteins zur Wirkung zu bringen.
Dennoch führen die Torbögen der Fassade nicht in das Kircheninnere selbst, sondern in das Atrium. Soria gestaltete es als einen zweistöckigen Hof, wobei an drei Seiten des Hofes Arkaden vor die Gebäudemauern gestellt sind. Lediglich an der zur eigentlichen Kirchenfassade führenden Seite bilden paarweise gestellte Säulen die Front. Sie sind, wie die den Pfeilern der Arkadenbögen vorgestellten Pilaster, nach ionischer Ordnung gestaltet. Es ist dies das einzig bekannte Beispiel in Rom, wo ein bereits aus der Spätantike stammendes Atrium im Barock übernommen und ausgestaltet wurde. Die eigentliche Fassadenseite der Kirche ist noch die aus der Romanik stammende.

## Inneres

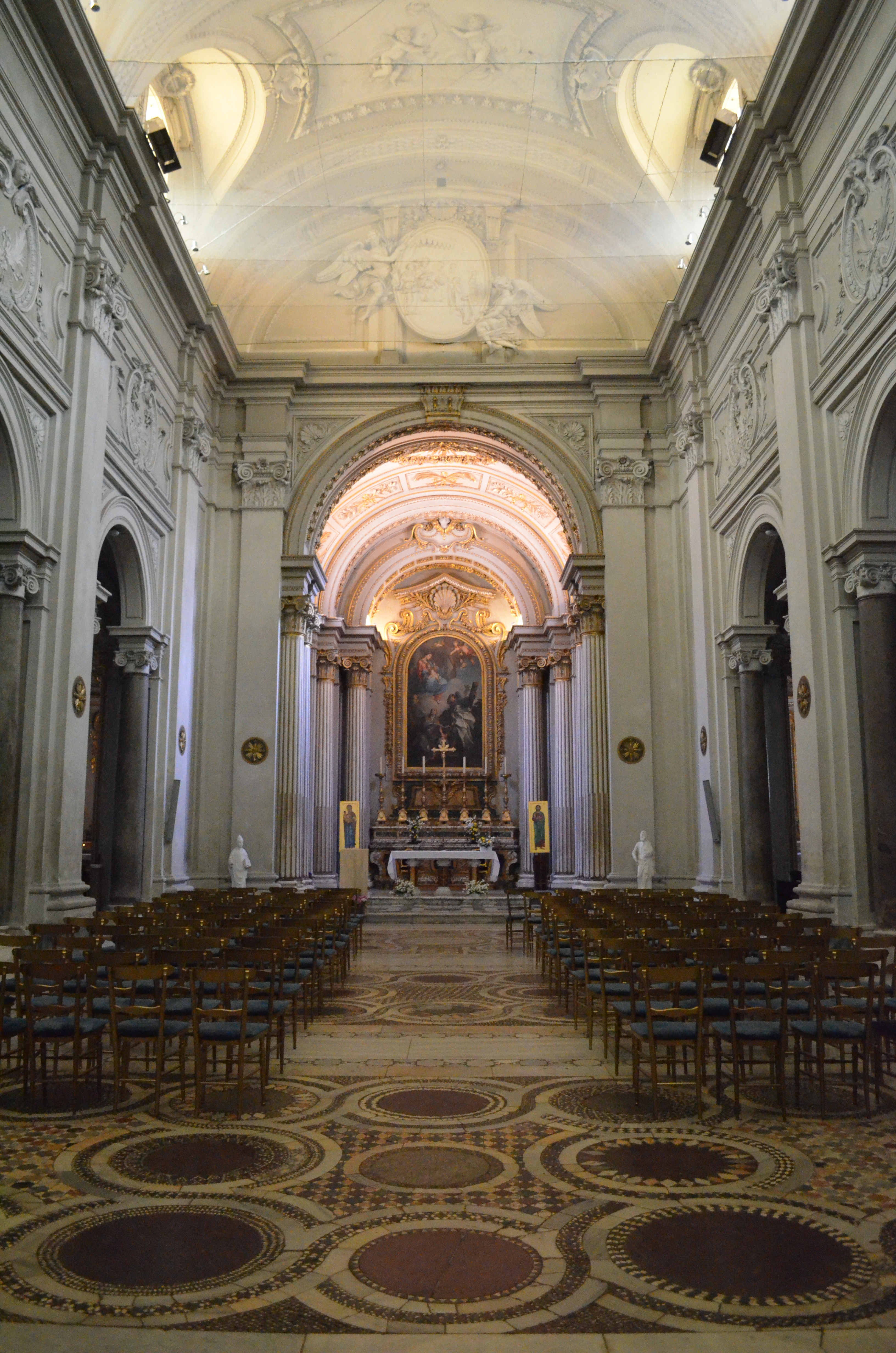
Inneres

Das Innere der Kirche stellt sich nach der Umgestaltung im 18. Jahrhundert als dreischiffige Basilika dar. Ferrari folgte dem Vorbild von Sant’Ignazio di Loyola in Campo Marzio, allerdings auf die vorgefundenen Strukturen verkleinert. Die aus der römischen Antike stammenden Säulen sind neben die Pfeiler gestellt. Der Kirchenraum in seiner hellen Ausgestaltung kann durchaus als Vorläufer klassizistischer Gestaltungsweise gelten. Noch dem Barock verhaftet ist die Gestaltung des Chores; sie dient der perspektivischen Verlängerung des Raumes durch die Bogenstellung auf den Säulen.

## Ausstattung

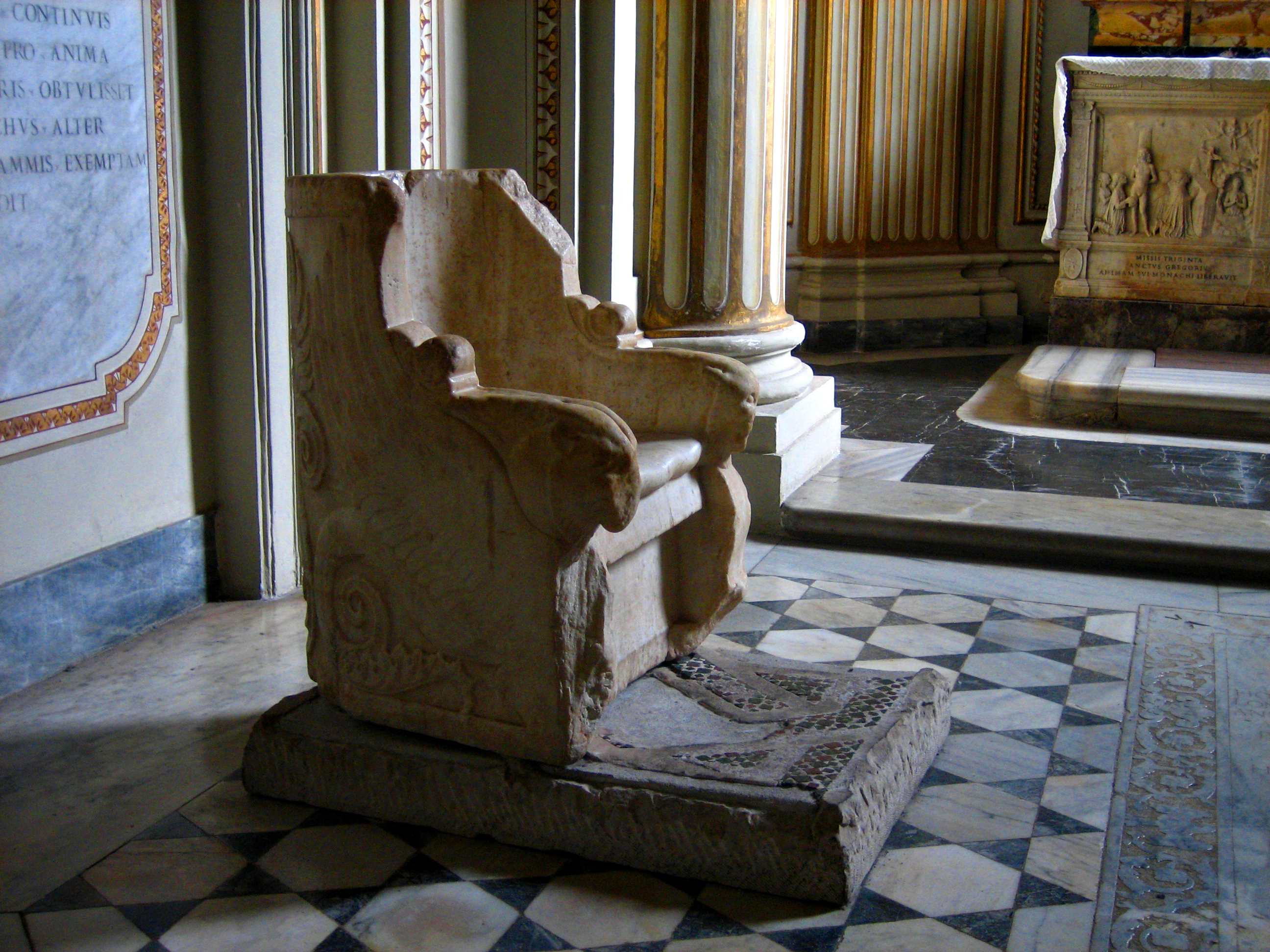
Der mutmaßliche Bischofsstuhl des hl. Gregor

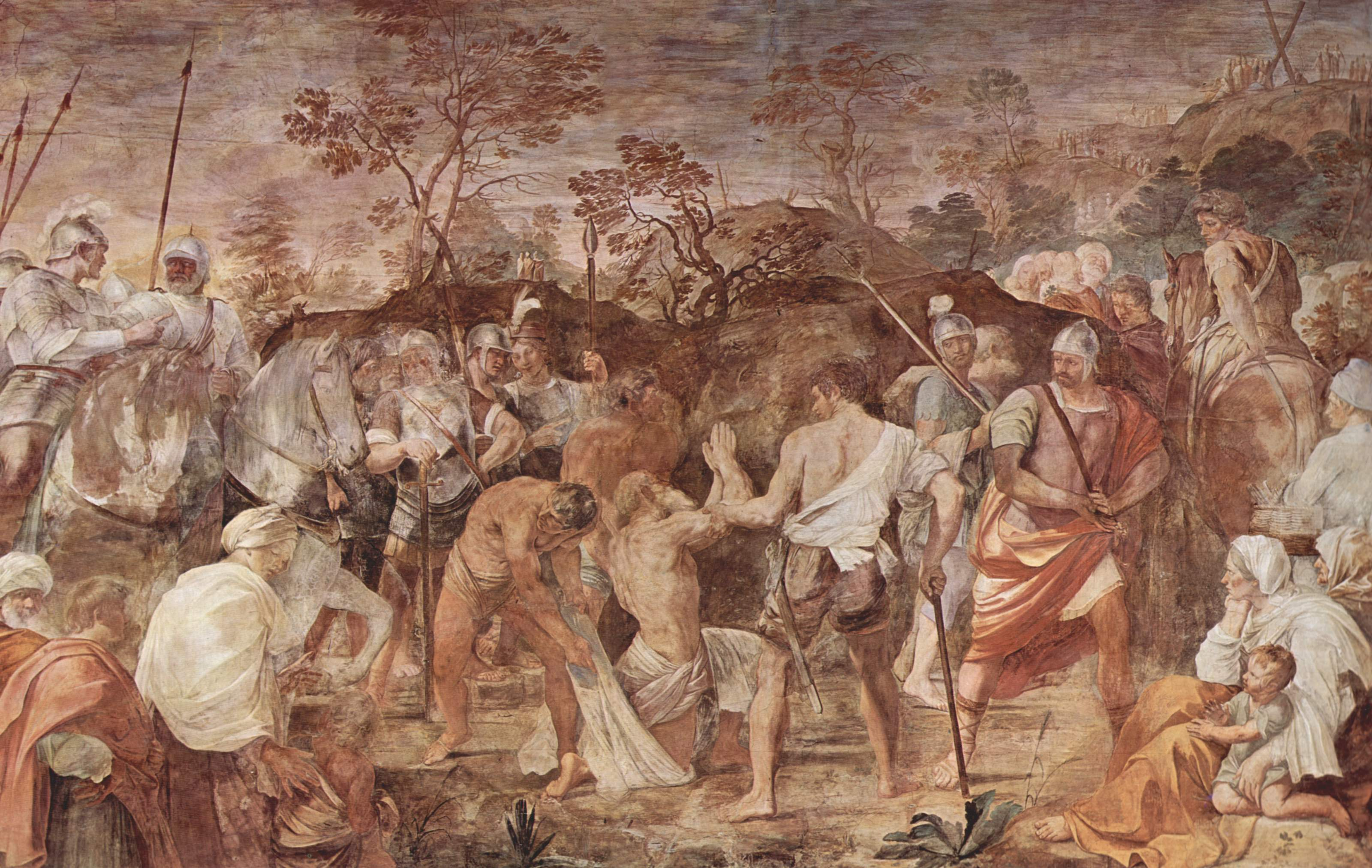
Das Fresko Der heilige Andreas wird zu seiner Hinrichtung geführt von Guido Reni

Die Kirche enthält einige Kapellen und ist bekannt für ihre drei Oratorien. Links der Apsis befindet sich die Capella Salviati. Sie wurde um 1600 von Daniele da Volterra und Carlo Maderno errichtet; der in dieser Kapelle sich befindliche linke, aus Marmor errichtete Altar stammt von Andrea Bregno aus dem Jahr 1469. Rechts der Apsis ist die Cella di San Gregorio angefügt. Der dort befindliche Thron aus Marmor kann der Bischofsstuhl des Heiligen gewesen sein.
Von den drei zur Kirche gehörenden Oratorien stammen zwei – das Oratorio di Sant’Andrea und das Oratorio di Santa Barbara – noch aus der Zeit Gregors. Das dritte Oratorio di Santa Silvia wurde erst um 1600 angefügt.
Das Oratorio di Sant’Andrea war möglicherweise das eigentliche Oratorium des heiligen Gregor. Das in ihm befindliche Fresko Der Apostel Andreas wird zur Stätte seiner Hinrichtung geführt stammt von Guido Reni unter Mithilfe von Giovanni Lanfranco aus dem Jahr 1608 oder 1609. Es ist dessen erstes Werk in Rom, Auftraggeber war ebenfalls Kardinal Caffarelli-Borghese. Auf der gegenüberliegenden Seite schuf Domenichino zeitgleich 1609 das Fresko Die Geißelung des heiligen Andreas. Wegen der völlig unterschiedlichen Stile der Fresken kam es in der Nachfolge zwischen römischen Künstlern zu erregten Debatten, welchem Fresko der Vorzug zu geben sei, in denen zum Beispiel Annibale Carracci mit der sogenannten Vecchiarelli-Anekdote für Domenichino Partei ergriff.
Im Oratorio di Santa Barbara befindet sich ein Tisch, der aus einer antiken Spolie gefertigt ist. Der Legende nach speiste der Heilige hier täglich mit zwölf Bedürftigen, einmal soll sich ein dreizehnter Gast, ein Engel eingefunden haben. Dieser Sitzplatz ist gekennzeichnet. In diesem Oratorium wurden die Fresken von Antonio Viviani im Jahr 1602 geschaffen, sie zeigen Szenen aus dem Leben des heiligen Gregor.

### Orgel
Die Orgel wurde 1939 von den Orgelbauern Balbiani, Vegezzi und Bossi erbaut. Das Schleifladen-Instrument hat neun Register auf zwei Manualen und Pedal. Die Trakturen sind elektro-pneumatisch.
| I Grand'Organo C-c4 |    |
| Principale          | 8′ |
| Dulciana            | 8′ |
| Ottava              | 4′ |
| Ottava Acuta        | 2′ |
| Pieno III           |    |

| II Espressivo C-c4 |    |
| Bordone            | 8′ |
| Flauto armonico    | 4′ |
| Viola Gamba        | 8′ |

| Pedale C-a3 |     |
| Bordone     | 16′ |

## Öffnungszeiten
Die Kirche ist von 09:30 bis 12:00 Uhr vormittags und nachmittags von 16:30 bis 18:00 geöffnet. Sollte sie dennoch verschlossen sein, kann ein interessierter Besucher an der Pforte des Konvents nachfragen. Die Oratorien sind nur sonntags von 09:30 bis 12:00 Uhr zugänglich und donnerstags von 15:30 bis 17:00 Uhr.